# Armbindel

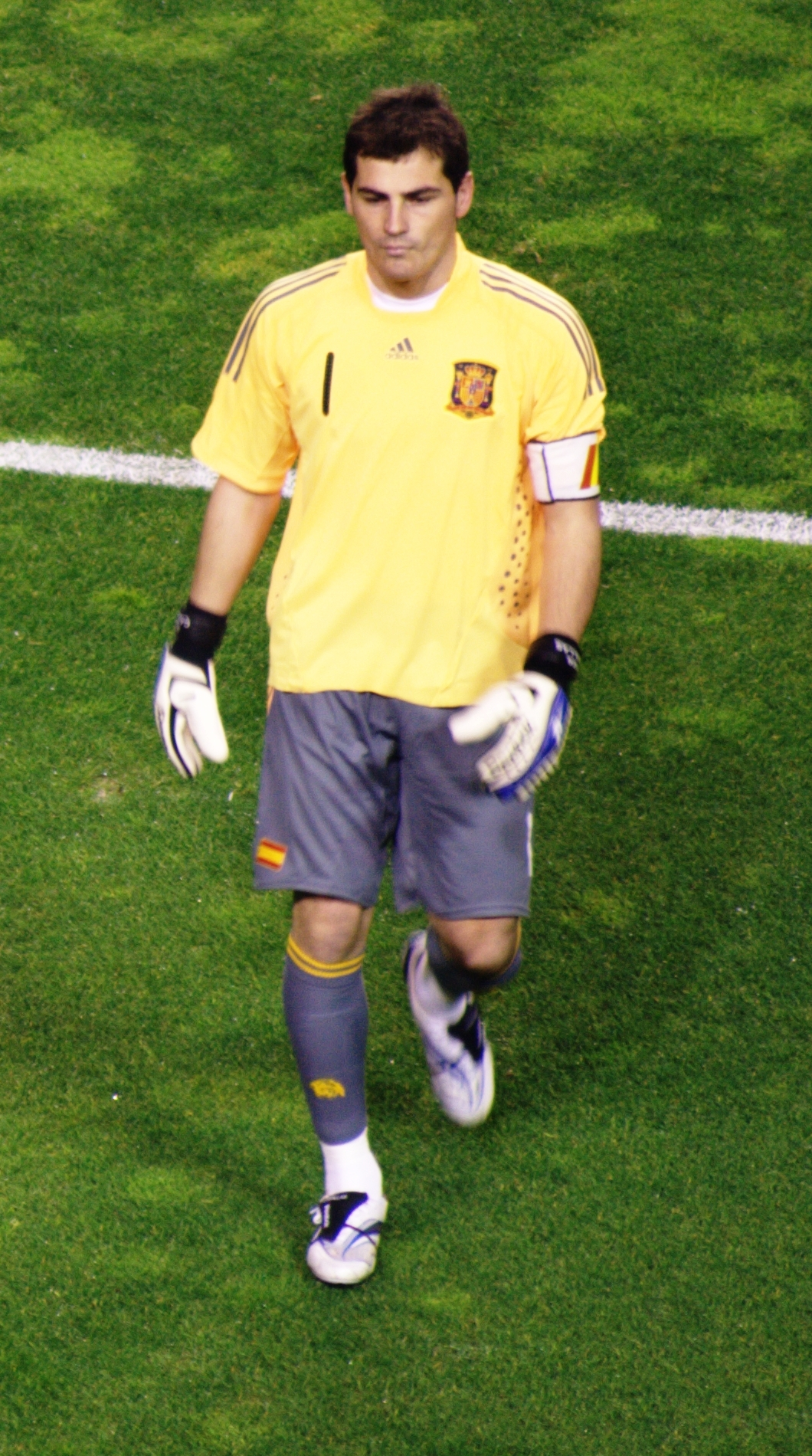
Spanske fotbollsspelaren Iker Casillas med en armbinel som visar hans status som lagkapten för Spaniens fotbollslandslag.

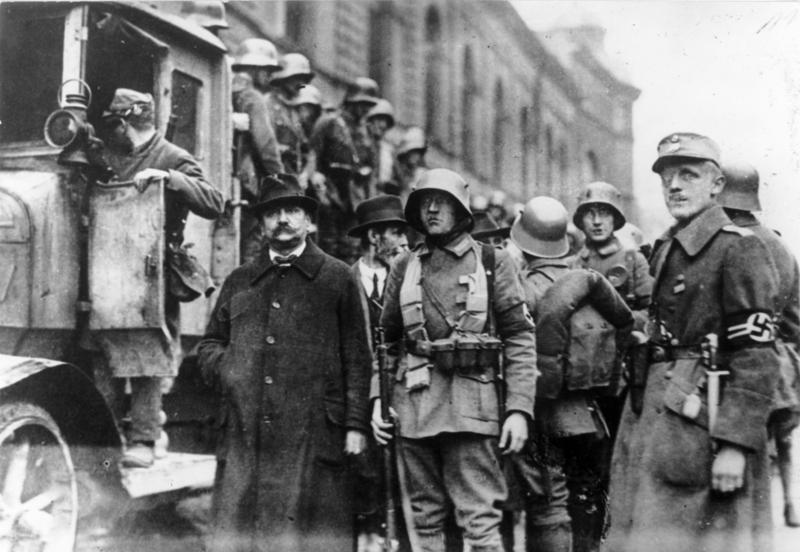
Upprorsmän med armbindlar försedda med hakkors under ölkällarkuppen.

Armbindel kallas en bindel, ett band eller en bit tyg runt armen, och används som igenkänningstecken. Armbindel används bland annat av funktionärer. För det mesta anbringas den på vänster överarm.
Förr var det särskilt ett tjänstetecken och fälttecken.

## Sorgetecken
En svart armbindel används i vissa länder som ett tecken för att man har sorg, se sorgband.

## Politiska tecken
Armbindlar har varit vanliga som politiska markörer. Vid Gustav III:s statskupp användes vita armbindlar av dem som stödde kuppen. Socialister har ibland använt röda armbindlar. De tyska nazistiska organisationerna SA och SS använde röda armbindlar med en vit rundel och ett svart hakkors på.

## Fotboll
Inom fotboll används en så kallad kaptensbindel, en armbindel som visar vem som är lagets lagkapten.